# Tomás Flores
Tomás Osvaldo Flores Jaña (Santiago, 22 de abril de 1965-Santiago, 9 de julio de 2025) fue un economista, académico y político chileno, miembro de la Unión Demócrata Independiente (UDI). Fue subsecretario de Economía del primer gobierno de Sebastián Piñera (2010-2014). Se desempeñó como economista senior en el Instituto Libertad y Desarrollo (LyD).

## Biografía
Estudió en el Instituto O'Higgins de Rancagua, y posteriormente ingresó a ingeniería comercial obteniendo la mención en Economía en la Universidad de Chile. También cursó un máster en Economía de la Universidad de California en Los Ángeles.
Estuvo casado con Paula Santa María, con quien tuvo su cuarto y último hijo.
Se desempeñó como ayudante de investigación de la Facultad de Economía y Negocios de la Universidad de Chile, investigador de la Comisión Chilena del Cobre, jefe del Departamento de Coordinación de la Dirección de Presupuestos del Ministerio de Hacienda y, desde 1990 hasta 2009, formó parte del equipo del Instituto Libertad y Desarrollo (LyD) -think tank afiliado a partidos de derecha-, desempeñando los cargos de director del programa económico y director de estudios. Luego fue consejero de políticas públicas de LyD.
Fue docente en diferentes universidades. En 2009 asumió como decano de la Facultad de Ciencias Económicas y Empresariales de la Universidad Mayor.
Fue miembro de la Unión Demócrata Independiente (UDI). En marzo de 2010 fue nombrado subsecretario de Economía por el presidente Sebastián Piñera, asumiendo el cargo el 11 de marzo de ese año hasta el 11 de marzo de 2014. En dicho cargo, impulsó la puesta en marcha del sistema "Empresas en un día", que permitía constituir una sociedad en menos de 24 horas y sin costos.
Falleció el 9 de julio del 2025 a los 60 años producto de un paro cardiorrespiratorio, luego de una larga batalla contra el cáncer.